# Arnesteinen
Arnesteinen är en kulle i Antarktis. Den ligger i Östantarktis. Norge gör anspråk på området. Toppen på Arnesteinen är 1 776 meter över havet, eller 498 meter över den omgivande terrängen. Bredden vid basen är 5,0 km.
Terrängen runt Arnesteinen är platt åt nordväst, men åt sydost är den kuperad. Trakten är obefolkad. Det finns inga samhällen i närheten. 